# Ira Sullivan
Ira Sullivan (Washington, 1º maggio 1931 – 21 settembre 2020) è stato un musicista e compositore statunitense.

## Biografia
Sullivan impara a suonare la tromba da suo padre e il sassofono da sua madre. Negli anni cinquanta inizia a suonare jazz e si afferma professionalmente a Chicago come musicista be bop suonando assieme a Charlie Parker, Lester Young, Wardell Grey e Roy Eldridge. Nel 1956 suona ed incide con Art Blakey (1956) e, alla fine degli anni cinquanta e nei primi anni sessanta, con Roland Kirk, J.R. Monterose, Johnny Griffin, Billy Taylor, Horace Silver, Conte Candoli, Tommy Flanagan, Oscar Pettiford, Elvin Jones, Jodie Christian e Rita Reys. Si trasferisce, quindi, in Florida, dove esce un po’ dai riflettori della scena jazz. La sua riluttanza a viaggiare limita le sue opportunità professionali, ma Sullivan suona regolarmente nell'area di Miami, anche nelle scuole e nelle chiese. Il contatto con tanti giovani musicisti, in particolare Jaco Pastorius, Mark Colby e Pat Metheny, ed i cambiamenti avvenuti nel jazz nel corso degli anni sessanta lo portano ad includere nel suo stile, a fianco del be bop, anche elementi provenienti dallo stile di John Coltrane e dall’avanguardia. Nel 1980 Sullivan si trasferisce a New York dove forma un quintetto assieme al trombettista Red Rodney. Collabora ed incide con Red Garland, Lyn Halliday, Eddie Harris, Philly Joe Jones, Nat Adderley, Joe Diorio, Hank Jones, Eddie Gomez. George Cables, Ron Carter, Dexter Gordon, Harold Land, Billy Higgins, Jim Cooper, Lin Halliday, Marian McPartland. Rientrato in seguito a Miami, Sullivan continua la sua attività dal vivo e come insegnante in Florida. Nel corso degli anni, ha continuato a recarsi a Chicago per sostenere concerti nel jazz club The Jazz Showcase del suo amico Joe Segal, sempre rimasto attivo fin dagli anni del be bop, e suonando assieme al suo amico pianista e vibrafonista e collaboratore di lunga data Stu Katz. Nel 2001 è stata pubblicata su Cd una registrazione dal vivo di alcune di queste esibizioni, con il titolo  A Family Affair: Live At Joe Segal's Jazz Showcase.

## Discografia

### Come leader/co-leader
- 1958: Nicky's Tune (Delmark) – uscito nel 1970
- 1959: Blue Stroll (Delmark)
- 1962: Bird Lives! (Vee-Jay)
- 1967: Horizons (Atlantic)
- 1976: Ira Sullivan (Horizon)
- 1977: Ira Sullivan (Flying Fish)
- 1978: Peace (Galaxy) – uscito nel 1979
- 1978: Multimedia (Galaxy) – uscito nel 1982
- 1980: The Incredible Ira Sullivan (Stash)
- 1981: Ira Sullivan Does It All (Muse)
- 1981: Spirit Conin (Elektra/Musician) con Red Rodney
- 1982: Sprint (Elektra/Musician) con Red Rodney
- 1983: Strings Attached (Pausa)
- 1986: Gulfstream (Pausa) con Ted Shumate
- 1993: The Breeze and I (Ram) con Joe Dioro
- 1996: After Hours (Go Jazz)
- 2010: A Family Affair (Origin) con Stu Katz

### Come sideman
Con Art Blakey
- Originally (Columbia, 1956 [1982])

Con Billy Taylor
- The Billy Taylor Trio Introduces Ira Sullivan (ABC-Paramount, 1956)

Con J.R. Monterose
- J.R. Monterose (Blue Note, 1956)

Con Rita Reys
- The Cool Voice of Rita Reys (Columbia, 1956)

Con Roland Kirk
- Introducing Roland Kirk (Argo, 1960)

Con Eddie Harris
- Come on Down! (Atlantic, 1970)

Con Philly Joe Jones
- Philly Mignon (Galaxy, 1977)

Con Red Garland
- Red Alert (Galaxy, 1977)

Con Red Rodney
- Live at the Village Vanguard (Muse, 1980)
- Hi Jinx at the Vanguard (Muse, 1980 [1984])
- Alive in New York (Muse, 1980 [1986])
- Night and Day (Muse, 1981)

Con Lin Halliday
- Delayed Exposure (Delmark, 1991)
- East of the Sun (Delmark, 1992)

Con Frank Catalano
- Cut It Out (Delmark, 1997)

Con Roberto Magris
- Sun Stone - Roberto Magris Sextet feat. Ira Sullivan (JMood, 2019)